# Сигвальд Струт-Харальдссон

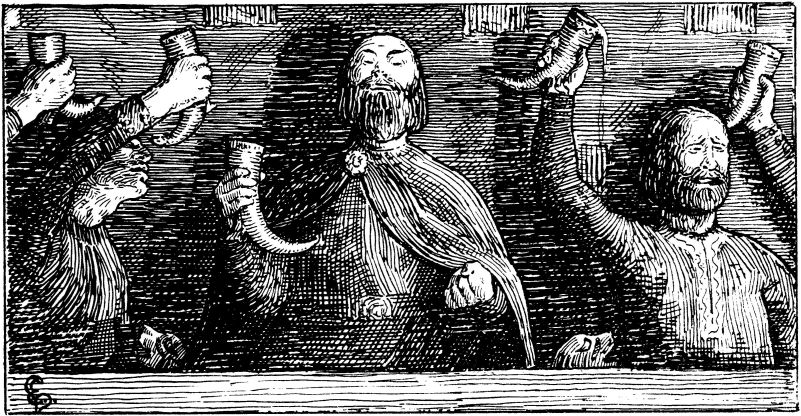
На поминках Харальда Синезубого Сигвальд клянется изгнать ярла Хакона

Сигвальд Струт-Харальдссон (др.-сканд. Sigvaldi Strut-Haraldsson) — вождь йомсвикингов, преемник Палнатоки, сын ярла Сконе Струт-Харальда и брат Торкелла длинного. Он отличался скорей мудростью, чем храбростью.
В бытность простым йомсвикингом Сигвальда победил 12-летний мальчик Вагн Окессон, внук Палнатоки. Различие в их характерах и взглядах часто сталкивало их друг с другом, как это было, например, в битве при Хьёрунгаваге.
Добиваясь дочери вендского правителя Бурислава, Сигвальд пообещал ему независимость вендов от данов. Он поплыл на Зеланд, где послал Свену Вилобородому сообщение, что привёз важные вести, но болен и не может сам донести ему их. Раззадоренный любопытством, Свен сам отправился на корабль, где был схвачен йомсвикингами. Для освобождения из плена датский конунг должен был гарантировать независимость вендов и йомсвикингов от данов в придачу к денежному выкупу.
На похоронах отца Сигвальда, Свен подговорил последнего напасть на норвежского ярла Хакона. Это вылилось в битву при Хьёрунгаваге, где йомсвикинги были разбиты, а Сигвальд покрыл себя позором.
В 1000 году Сигвальд предал Олафа Трюггвасона в битве при Свольдере, подговорив его выступить в поход, а затем покинув его в самый разгар битвы.